# Gwiazdy polskiej muzyki lat 80. – vol. 2 (album Maanamu)
Gwiazdy polskiej muzyki lat 80. – vol. 2 – album kompilacyjny zespołu Maanam wydany w 2007 roku jako dodatek do gazety. Zawiera 14 przebojów grupy z lat 1979–1982. Do albumu jest dołączona 24 stronicowa książeczka zawierająca krótką historię zespołu oraz wywiad z Olgą Jackowska i kalendarium zespołu. Książeczka opatrzona jest fotografiami zespołu. Płyta pochodzi z kolekcji „Dziennika” i jest trzynastą częścią cyklu „Gwiazdy polskiej muzyki lat 80.”. W książeczce gitarzysta Ryszard Olesiński podany jest jako autor tekstu do instrumentalnego utworu „España For Ever”. W rzeczywistości jest współautorem tej kompozycji.

## Spis utworów
Źródło:.
1. „Och, ten Hollywood” (muz. Marek Jackowski – sł. Olga Jackowska) – 3:41
2. „Cykady na Cykladach” (muz. Marek Jackowski – sł. Olga Jackowska) – 2:57
3. „España For Ever” (muz. Marek Jackowski, Ryszard Olesiński) – 4:29
4. „Czemu więc uciekasz (Blues Kory)” (muz. Marek Jackowski – sł. Olga Jackowska) – 3:53
5. „Oddech szczura” (muz. Marek Jackowski – sł. Olga Jackowska) – 3:19
6. „Nie poganiaj mnie, bo tracę oddech” (muz. Marek Jackowski – sł. Olga Jackowska) – 3:13
7. „Parada słoni i róża” (muz. Marek Jackowski – sł. Olga Jackowska) – 5:30
8. „Die Grenze” (muz. Marek Jackowski – sł. Olga Jackowska) – 4:44
9. „Karuzela marzeń” (muz. Marek Jackowski – sł. Olga Jackowska) – 3:48
10. „Pałac na piasku” (muz. Marek Jackowski – sł. Olga Jackowska) – 4:58
11. „Jest już późno, piszę bzdury” (muz. Marek Jackowski – sł. Olga Jackowska) – 4:43
12. „Hamlet” (muz. Marek Jackowski – sł. Olga Jackowska) – 3:11
13. „Chcę ci powiedzieć” (muz. Marek Jackowski – sł. Olga Jackowska) – 2:37
14. „Miłość jest cudowna” (muz. Marek Jackowski – sł. Olga Jackowska) – 2:53